# Siarhej Sjmolik
Siarhej Pjatrovitj Sjmolik ( hviderussisk: Сяргей Пятровіч Шмолік tr. Siarhej Pjatrovitj Sjmolik; russisk: Сергей Петрович Шмолик tr. Sergej Petrovitj Sjmolik, født 12. januar 1965 i Brest) er en tidligere hviderussisk fodbolddommer fra Brest. Han dømte internationalt under det internationale fodboldforbund FIFA fra 1993 til 2008.
Han blev udelukket fra al fodbold efter en kamp mellem Lokomotiv Vitebsk og Naftan Novopolotsk i 2008, hvor han mødte beruset op til kampen og måtte hjælpes fra banen, mens han forsøgte at simulere rygproblemer. Han fik efterfølgende konstateret en promille på 2,6. I begrundelsen for at smide Sjmolik på porten mente det hviderussiske fodboldforbund, at han "har latterliggjort hviderussisk fodbold og dommere verden over."

## Kampe med danske hold
- Den 6. juni 2001: Kvalifikation til VM 2002: Danmark – Malta 2-1.
- Den 7. september 2007: Kvalifikation til U/21 EM 2009: Danmark – Litauen 4-0.